# We're All Somebody from Somewhere
We're All Somebody from Somewhere è il primo album in studio da solista di Steven Tyler, pubblicato nel 2016 da Dot Records.

## Tracce
1. My Own Worst Enemy – 5:11
2. We're All Somebody from Somewhere – 2:57
3. Hold On (Won't Let Go) – 2:53
4. It Ain't Easy – 4:05
5. Love Is Your Name – 3:30
6. I Make My Own Sunshine – 3:01
7. Gypsy Girl – 4:29
8. Somebody New – 4:11
9. Only Heaven – 3:24
10. The Good, the Bad, the Ugly & Me – 3:28
11. Red, White & You – 3:02
12. Sweet Louisiana – 3:02
13. What Am I Doin' Right? – 3:25
14. Janie's Got a Gun – 3:29
15. Piece of My Heart (feat. The Loving Mary Band) – 4:22